# Walsh Cove Park
Walsh Cove Park är en park i Kanada.   Den ligger i provinsen British Columbia, i den sydvästra delen av landet, 3 600 km väster om huvudstaden Ottawa. Walsh Cove Park ligger 143 meter över havet. Den ligger på ön Gorges Islands.
Terrängen runt Walsh Cove Park är varierad. Havet är nära Walsh Cove Park åt nordväst. Trakten runt Walsh Cove Park är nära nog obefolkad, med mindre än två invånare per kvadratkilometer.. 
I omgivningarna runt Walsh Cove Park växer i huvudsak barrskog.